# 徐広
徐 広（徐廣、じょ こう、352年 - 425年）は、東晋から南朝宋にかけての官僚・学者。『晋紀』や『史記音義』の著者として知られる。字は野民。本貫は東莞郡姑幕県。兄は徐邈（徐豁の父）。姉は何承天の母。

## 経歴
都水使者の徐藻の子として生まれた。学者の家に生まれて、広く学問を研鑽した。太元2年（377年）、謝玄が兗州刺史となると、徐広は召されて従事西曹となった。太元13年（388年）、譙王司馬恬の下で鎮北参軍となった。孝武帝に博学を買われて、秘書郎に任じられ、校書秘閣をつとめた。員外散騎侍郎の位を受けた。隆安年間、尚書令王珣に推挙されて祠部郎となった。
隆安4年（400年）、李太后が崩ずると、徐広は斉衰3年の喪に服すように主張し、その議論は容れられた。
会稽王世子司馬元顕が録尚書事に任じられると、百官に敬意を表させるべく、朝廷で徐広に議論を立てさせ、内外で下官の礼を執らせた。徐広はこのことを恥じた。司馬元顕に召されて中軍参軍となり、領軍長史に転じた。元興2年（403年）、桓玄が輔政の座につくと、徐広はその下で大将軍文学祭酒となった。桓玄が帝を称して、安帝が宮中から出ると、徐広は安帝の行列について泣き悲しんだ。
義熙元年（405年）、劉裕の命により車服儀注を制定し、鎮軍諮議参軍に任じられ、記室を兼ねた。楽成県五等侯に封じられた。員外散騎常侍の位を受け、著作郎を兼ねた。義熙2年（406年）、国史の編纂を命じられた。
義熙6年（410年）、散騎常侍の位を受け、徐州大中正を兼ねた。正員常侍となった。大司農に転じた。義熙12年（416年）、『晋紀』46巻を完成させ、上表した。秘書監に転じた。
永初元年（420年）、恭帝が劉裕に帝位を譲ると、徐広は涙を流して隠さなかった。老齢を理由に退官を願い出て帰郷し、読書の生活を送った。
元嘉2年（425年）、死去した。享年は74。『答礼問』百条あまりは、南朝で用いられた。

## 伝記資料
- 『晋書』巻82 列伝第52
- 『宋書』巻55 列伝第15
- 『南史』巻33 列伝第23